# Мартин, Тони (велогонщик)
Тони Мартин (нем. Tony Martin; 23 апреля 1985, Котбус, Германия) — немецкий профессиональный шоссейный велогонщик.  Четырёхкратный чемпион мира в индивидуальной гонке с раздельным стартом (2011, 2012, 2013, 2016) и трёхкратный чемпион мира в командной гонке (2012, 2013, 2016). Серебряный призёр Олимпийских игр в Лондоне в индивидуальной гонке с раздельным стартом (2012).
Завершил карьеру после командной смешанной эстафеты на чемпионат мира 2021 года.

## Победы
2011
Вуэльта Испании — 10-й этап (ITT)
2013
Тиррено-Адриатико — 7-й этап (ITT)

## Интересные факты
Считается, что профессиональные велогонщики ищут оптимальную для себя посадку и технику езды на протяжении всей карьеры. Выступая в марте 2013 на 7-м этапе Тиррено-Адриатико, Тони Мартин продемонстрировал стиль с высокой посадкой и активной игрой стопы, характерный для 1980-х годов.